# Baya Rahouli
Baya Rahouli (arabisch باية رحولي, DMG Bāya Raḥūlī; * 27. Juli 1979 in Bab El Oued) ist eine ehemalige algerische Leichtathletin, die sich auf den Dreisprung spezialisiert hat, aber auch im Weitsprung sowie im Sprint und Hürdenlauf an den Start ging.

## Sportliche Laufbahn
Erste internationale Erfahrungen sammelte Baya Rahouli im Jahr 1994, als sie bei den erstmals ausgetragenen Juniorenafrikameisterschaften in Algier im Alter von nur 15 Jahren mit einer Weite von 12,02 m die Goldmedaille gewann und sich im Weitsprung mit 5,41 m die Silbermedaille sicherte und mit der algerischen 4-mal-100-Meter-Staffel in 48,58 s Bronze gewann. Im Jahr darauf siegte sie bei den Juniorenafrikameisterschaften in Bouaké mit 13,09 m erneut im Dreisprung und belegte im Weitsprung mit 5,43 m den fünften Platz. 1996 erreichte sie bei den Juniorenweltmeisterschaften in Sydney mit 12,97 m Rang zehn und anschließend siegte sie bei den Panarabischen-Juniorenmeisterschaften in Latakia mit 13,48 m im Dreisprung und siegte zudem auch im Weitsprung, im 100-Meter-Lauf sowie mit der 4-mal-100-Meter-Staffel. 1997 nahm sie erstmals an den Mittelmeerspielen in Bari teil und erreichte dort mit 13,25 m den sechsten Platz im Dreisprung. Anschließend siegte sie bei den Panarabischen Spielen in Beirut in 11,98 s über 100 Meter sowie in 14,11 s im 100-Meter-Hürdenlauf und zudem mit 6,09 m und 13,51 m auch im Weit- und Dreisprung. Auch bei den Juniorenafrikameisterschaften in Ibadan siegte sie mit 13,87 s im Hürdensprint und mit 13,39 m im Dreisprung und gewann im Weitsprung mit 6,12 m die Silbermedaille. 1998 nahm sie erneut an den Juniorenweltmeisterschaften in Annecy teil und siegte dort mit neuem U20-Afrikarekord von 14,04 m und belegte im Hürdenlauf in 14,05 s den achten Platz. Zudem schied sie im Weitsprung mit 6,12 m in der Qualifikation aus. Nur zwei Wochen später siegte sie bei den Afrikameisterschaften in Dakar mit neuem Meisterschaftsrekord von 13,96 m im Dreisprung und gewann im Weitsprung mit 6,36 m die Bronzemedaille hinter den Nigerianerinnen Chioma Ajunwa und Chinedu Odozor.
1999 nahm sie an der Sommer-Universiade in Palma teil und wurde dort mit einem Sprung auf 14,22 m Vierte im Dreisprung. Anschließend schied sie bei den Weltmeisterschaften in Sevilla mit neuem Landesrekord von 6,55 m in der Weitsprungqualifikation aus und erreichte im Dreisprung mit 14,00 m Rang zehn. Daraufhin nahm sie erstmals an den Afrikaspielen in Johannesburg teil und gewann dort mit neuem Landesrekord von 14,64 m die Silbermedaille hinter der Kamerunerin Françoise Mbango Etone. Im Jahr darauf verbesserte sie bei den Afrikameisterschaften in Algier den Meisterschaftsrekord auf 14,23 m und verteidigte damit ihren Titel erfolgreich. Sie qualifizierte sich auch für die Olympischen Spiele in Sydney, bei denen sie mit einer Weite von 14,17 m im Finale den fünften Platz belegte. 2001 siegte sie bei den Mittelmeerspielen in Tunis mit windunterstützten 14,30 m im Dreisprung und wurde mit 5,98 m Fünfte im Weitsprung. Im Jahr darauf gewann sie bei den Afrikameisterschaften in Radès mit 13,78 m die Bronzemedaille hinter der Kamerunerin Mbango Etone und Kéné Ndoye aus dem Senegal.
Bei den Leichtathletik-Hallenweltmeisterschaften 2003 in Birmingham erreichte sie mit neuem Hallenrekord von 14,31 m den siebten Platz und bei den Weltmeisterschaften in Paris wurde sie mit 14,26 m im Finale Elfte. Anschließend siegte sie mit 6,18 m und 14,02 m im Weit- und Dreisprung bei den Arabischen Meisterschaften in Amman und gewann über 100 Meter in 11,69 s die Silbermedaille hinter der Bahrainerin Ruqaya Al Ghasra. 2004 klassierte sie sich bei den Hallenweltmeisterschaften in Budapest mit 14,19 m auf dem zehnten Platz und sie qualifizierte sich in diesem Jahr erneut für die Olympischen Spiele in Athen, bei denen sie mit 14,86 m im Finale Rang sechs belegte. Anschließend siegte sie bei den Panarabischen Spielen in Algier mit 6,19 m und 14,49 m im Weit- und Dreisprung sowie in 11,84 s und 13,49 s auch im 100-Meter- und im 100-Meter-Hürdenlauf. 2005 verbesserte sie bei den Mittelmeerspielen in Almería ihren Landesrekord auf 14,98 m und stellte damit auch einen neuen Spielerekord auf. Im Weitsprung brachte sie hingegen keinen gültigen Versuch zustande. Anschließend nahm sie an den Weltmeisterschaften in Helsinki teil und gelangte dort mit 14,40 m auf den siebten Platz. 2006 bestritt sie nur wenige Wettkämpfe, erreichte aber bei den Afrikameisterschaften in Bambous mit 13,47 m den fünften Platz.
Nachdem sie im Jahr 2007 keine Wettkämpfe bestritten hatte, nahm sie 2008 ein weiteres Mal an den Olympischen Spielen in Peking teil, erreichte dort mit 13,87 m aber nicht das Finale. 2010 wurde sie bei den Afrikameisterschaften in Nairobi mit 13,64 m Vierte und im Jahr darauf siegte sie bei den Afrikaspielen in Maputo mit einem Sprung auf 14,08 m. Zuvor erreichte sie bei den Weltmeisterschaften im südkoreanischen Daegu mit 14,12 m den achten Platz. Im Dezember siegte sie bei den Arabischen Spielen in Doha mit 14,01 m im Dreisprung und wurde über 100 Meter im Finale wegen eines Fehlstarts disqualifiziert. 2012 schied sie bei den Hallenweltmeisterschaften in Istanbul mit 13,83 m in der Qualifikation aus und bei den Afrikameisterschaften in Porto-Novo wurde sie mit 13,50 m Vierte. 2013 gewann sie bei den Mittelmeerspielen in Mersin mit 14,04 m die Bronzemedaille hinter der Griechin Athanasia Perra und Snežana Rodič aus Slowenien. Damit qualifizierte sie sich ein letztes Mal für die Weltmeisterschaften in Moskau, bei denen sie aber mit 13,41 m in der Qualifikation ausschied. 2016 bestritt sie bei den Algerischen Meisterschaften in Algier ihren letzten Wettkampf, den sie mit 12,86 m auch für sich entschied und beendete daraufhin im Alter von 37 Jahren ihre Karriere.
In den Jahren 2000, 2002 und 2003, 2010, 2011 und 2012 sowie 2016 wurde Rahouli algerische Meisterin im Dreisprung sowie 2002 auch im Weitsprung. 1999 war sie im 100-Meter-Lauf siegreich.

## Leben
Baya Rahouli stammt aus einer sportlichen Familie. Ihr Bruder Hamimed Rahouli stellte 1987 einen Afrikarekord im 50-km-Gehen auf und ihre Schwester Hamida war als Mehrkämpferin und Speerwerferin erfolgreich. Baya wuchs in der Wohnsiedlung Bal El Oued und startete mit der Leichtathletik unter der Leitung von Dalila Tayebi. Aufgrund ihrer Erfolge in der Jugend erhielt sie von der algerischen Regierung Unterstützungen und entschied sich, die Schule abzubrechen. Nach den Olympischen Spielen in Sydney kam es zum Bruch mit ihrem Trainer Ait Amar und war versucht, ihre Karriere zu beenden. Sie entschloss sich aber, an der Seite von Mohamed Zerrouki fortzufahren, beendete die Zusammenarbeit aber nach zwei erfolgloseren Jahren wieder. Von 2005 an trainierte sie mit Hocine Mohamed und erreichte mit ihm ihre besten Resultate. Zahlreiche Verletzungen verhinderten ab 2007 weitere Erfolge an der Weltspitze. 2009 brachte sie ein Kind zur Welt und bestritt deshalb keine Wettkämpfe.

## Persönliche Bestleistungen
- 100 Meter: 11,51 s (0,0 m/s), 17. Juni 1999 in Algier
  - 60 Meter (Halle): 7,45 s, 23. Februar 1999 in Eaubonne (algerischer Rekord)
- 100 m Hürden: 13,49 s, 7. Oktober 2004 in Algier
- Weitsprung: 6,70 m (−0,1 m/s), 5. September 1999 in Rieti (algerischer Rekord)
- Dreisprung: 14,98 m (+0,2 m/s), 1. Juli 2005 in Almería (algerischer Rekord)
  - Dreisprung (Halle): 14,31 m, 15. März 2003 in Birmingham (algerischer Rekord)